# Sofja Lwowna Perowskaja

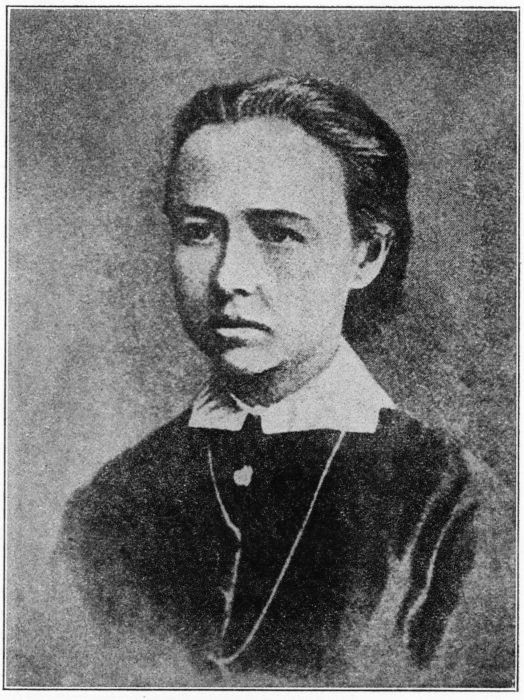
Sofja Lwowna Perowskaja (um 1881)

Sofja Lwowna Perowskaja (russisch Софья Львовна Перовская; * 1. Septemberjul. / 13. September 1853greg. in Sankt Petersburg; † 3. Apriljul. / 15. April 1881greg.) war eine russische Revolutionärin und Mitglied der revolutionären Organisation Narodnaja Wolja. Sie war eine der Organisatorinnen des Attentats auf den russischen Zaren Alexander II.

## Leben
Perowskaja wurde in Sankt Petersburg in eine aristokratische Familie geboren, die aus der Ehe von Elisabeth von Russland hervorging. Ihr Vater, Lew Nikolajewitsch Perowski, war Militärgouverneur von Sankt Petersburg. Ihr Großvater, Nikolaj Perowskij, war Gouverneur von Taurien. Ihre ersten Lebensjahre verbrachte sie auf der Krim, wo ihre Schulbildung weitgehend vernachlässigt wurde, sie aber auf eigene Faust begann, ernsthafte Bücher zu lesen. Nach dem Umzug der Familie nach Sankt Petersburg nahm Perowskaja an den Alarchinsky-Kursen teil, einem Vorbereitungsprogramm für Mädchen. Dort freundete sie sich mit mehreren Mädchen an, die sich für die radikale Bewegung interessierten. Im Alter von sechzehn Jahren verließ sie ihr Elternhaus, da ihr Vater Einwände gegen ihre neuen Freunde hatte. In den Jahren 1871–1872 schloss sie sich mit diesen Freunden dem Tschaikowsky-Kreis an. In den Jahren 1872–1873 und 1874–1877 arbeitete sie in den Provinzen Samara, Twer und Simbirsk. In dieser Zeit erwarb sie Diplome als Lehrerin und medizinische Assistentin.

Ein prominenter Mitstreiter des Tschaikowsky-Kreises, Peter Kropotkin, äußerte sich folgendermaßen über Perowskaja:
In ihren Moralvorstellungen war sie eine „Rigoristin“, aber kein Prediger. Perowskaja war aus tiefstem Herzen eine „Populistin“ und zugleich eine Revolutionärin, eine Kämpferin aus echtem Stahl. Sie sagte einmal zu mir: „Wir haben etwas Großes begonnen. Zwei Generationen werden vielleicht an der Aufgabe scheitern, aber es muss getan werden".
1873 unterhielt Perowskaja in St. Petersburg mehrere konspirative Wohnungen für geheime antizaristische Propagandatreffen, die von den Behörden nicht genehmigt waren. Im Januar 1874 wurde sie im Zusammenhang mit dem Prozess gegen die 193 verhaftet und in der Peter-Paul-Festung inhaftiert. 1877–1878 wurde sie freigesprochen. Perowskaja nahm auch an einem erfolglosen Versuch teil, Ippolit Myschkin, einen Revolutionär und Mitglied der Narodnaja Wolja, zu befreien. Im Sommer 1878 wurde Perowskaja Mitglied von Zemlja i Wolja, wurde aber bald wieder verhaftet und in das Gouvernement Olonez verbannt. Auf dem Weg in die Verbannung gelang ihr die Flucht und sie tauchte unter.
Als Mitglied von Zemlja i Wolja ging Perowskaja nach Charkow, um die Befreiung der politischen Gefangenen aus dem Zentralgefängnis zu organisieren. Im Herbst 1879 wurde sie Mitglied des Exekutivkomitees und später des Verwaltungskomitees von Zemlja i Wolja. Perowskaja betrieb Propaganda unter Studenten, Soldaten und Arbeitern, beteiligte sich an der Organisation der Arbeiterzeitung und unterhielt Kontakte zu politischen Gefangenen in St. Petersburg. Im November 1879 beteiligte sie sich an dem Versuch, den kaiserlichen Zug von St. Petersburg nach Moskau in die Luft zu sprengen. Der Versuch scheiterte. Nach ihrer Rückkehr nach Sankt Petersburg schloss sie sich der Narodnaja Wolja an.
Als Mitglied der Narodnaja Wolja war Perowskaja im März 1881 an dem erfolgreichen Attentat auf Zar Alexander II beteiligt. Sie wurde kurz darauf verhaftet. Ihr Todesurteil durch Hängen nahm sie laut dem Historiker Max Gallo ohne erkennbare Regung entgegen.

## Ehrungen
Der Asteroid des inneren Hauptgürtels (2422) Perovskaya wurde nach ihr benannt.

## Film
- Der Tag wird kommen (1968, Regie: Leo Arnstam)